# Jorge Ocejo Moreno
Jorge Ocejo Moreno (Ciudad de México, 30 de marzo de 1943) es un ingeniero y político mexicano, miembro del Partido Acción Nacional. Se desempeñó como Senador para el periodo de 2006 a 2012.

## Biografía
Jorge Ocejo Moreno es ingeniero mecánico y eléctrico egresado de la Universidad Nacional Autónoma de México, miembro del PAN desde 1991 ha sido presidente estatal en Puebla, candidato a presidente municipal de Puebla de Zaragoza en 1992, miembro del Comité Ejecutivo Nacional y secretario general del mismo de 2000 a 2002.
Diputado federal a la LVI Legislatura de 1994 a 1997 y electo senador plurinominal en 2006.
Es vicepresidente de la Internacional Demócrata Cristiana – Internacional Demócrata de Centro (IDC), multipartidaria que agrupa a 103 partidos políticos de 83 países. La sede se encuentra en Bruselas, Bélgica.
Es Presidente de ODCA desde el 30 de julio de 2010, electo en el XIX Congreso de la organización en San Salvador, El Salvador, por el período 2010 – 2013.
El 3 de marzo de 2014 fue designado Secretario General del PAN, cargo que ocupa actualmente en dicho instituto político.  Anteriormente, fungía como Secretario de Relaciones Internacionales del CEN del PAN.